# Mahatam Singh
Shri Mahatam Singh (Khanaria (India), 1 januari 1926 – Paramaribo, 2 augustus 2006) was een Indiaas cultureel attaché, taalkundige en ijveraar voor de Indiase talen in Suriname.

## Leven en werk
Shri Mahatam Singh werd geboren in het kleine dorpje Khaniara in het district Azamgarh, in de staat Uttar Pradesh in India. Hij behaalde een M.A. in Hindi aan de Universiteit van Calcutta en studeerde Indiase talen: Bengali en Urdu. In 1960 ging hij als cultureel attaché van de Indiase regering naar Suriname, nadat hij al in die functie gediend had in Guyana. Hij koos ervoor om in Suriname te blijven. Tot aan zijn pensionering in 1975 beijverde hij zich ervoor de Surinaams-Indiase culturele samenwerking te bevorderen. Babu (zoals de erenaam onder Hindostanen luidt) Mahatam Singh heeft veel gedaan voor het Hindi-onderwijs in Suriname, middels eigen onderricht, leerboeken en de organisatie van culturele evenementen. Naar verluidt zou Suriname in zijn topjaren 360 Hindi-scholen hebben geteld. Hij was redacteur van het maandelijks magazine Shantidoot (1962-1972) en uitgever en redacteur van het kwartaalmagazine Setu-Bandh, voortzetting van het vroegere tijdschrift Shanti Dut. Verder was hij de grondlegger van de Stichting Mata Gauri aan de Kwattaweg, een in 1968 geopend cultureel centrum voor Hindi-onderricht en allerlei manifestaties van Hindostaanse cultuur met een theater, documentatiecentrum, leslokalen en bibliotheek.
Daarnaast was hij een belangrijk promotor van film, muziek, dans en zang uit India. Hij zorgde ervoor dat grote zangers als Mukesh en Rafi naar Suriname kwamen.
Na zijn pensionering begon Mahatam Singh een bekend roti-restaurant aan de Wagenwegstraat in Paramaribo: “Moti Mahal”.
Mahatam Singh was geen voorstander van de religieuze splitsingen die zich onder de Hindostanen in Suriname voordeden tussen de Sanathan Dharma en de Arya Samaj. Henry Ori zegt van hem dat hij bekendstond om zijn sterk door normen en waarden gedreven, eenvoudige leefstijl. Hij was een perfectionist in taaluitspraak, Hindi-teksten schrijven en als het om afspraken ging een zeer stipt man.
Mahatam Singh was gehuwd met Kamala Singh en had twee zoons en een dochter. Hij overleed in Suriname op 2 augustus 2006 en werd gecremeerd bij Weg naar Zee op 5 augustus 2006.
Singh werd enige malen onderscheiden: met de Internationale Hindi-Award bij de 6de Hindi-conferentie in Londen, hij was Grootmeester van de Surinaamse Ere-Orde van de Palm (2002) en ontving de Madan Mohan Malviya-award van de regering van Uttar Pradesh in 2003.

## Werken
- Pravasi Hindi Bodha
- Pravasi Hindi; Reader for childeren
- Shri Ram Katha
- Life and Work (Vyaktitva en Krititva)

## Over Mahatam Singh
- Michiel van Kempen, Een geschiedenis van de Surinaamse literatuur. Breda: De Geus, 2003, deel II, pp. 668, 729.
- Henry R. Ori, 'Het heengaan van de conservator van de hindostaanse taal, cultuur en tradities'; Een necrologie in: De Ware Tijd, 19 augustus 2006.